# 28. pješačka divizija
28. pješačka divizija je bila postrojba u sljedećim vojskama:
- 28. pješačka divizija (Austro-Ugarska)
- 28. pješačka divizija (Njemačko Carstvo)
- 28. pričuvna divizija (Njemačko Carstvo)
- 28. lovačka divizija (Wehrmacht)
- 28. pješačka divizija Aosta
- 28. pješačka divizija (Vojska Velikog japanskog carstva)
- 28. pješačka divizija (Poljska)
- 28. pješačka divizija (Rusko Carstvo)
- 28. streljačka divizija (prva) (SSSR)
- 28. streljačka divizija (druga) (SSSR)
- 28. pješačka divizija (Osmansko Carstvo)
- 28. pješačka divizija (Ujedinjeno Kraljevstvo)
- 28. pješačka divizija (SAD)